# 出雲市佐田町スクールバス
出雲市佐田町スクールバス（いずもしさだちょうスクールバス）は、島根県出雲市佐田地域にて運行しているスクールバスである。地域住民の交通手段の確保のため、一般人も有償で利用できるスクールバス混乗方式を採っている。

## 概要
- 合併前の佐田町により佐田町スクールバス（さだちょうスクールバス）として運行していたが、それを佐田町を合併した出雲市が引き継いだものである。
- 料金は1回200円均一で、小学生以下は100円、保護者同伴の4歳未満の幼児は1名まで無料。
  - 回数券（11回用で10回分の料金）や、定期券（一般、高校生、中学生、小学生、保育所児童用があり、いずれも1ヵ月用のみ）もある。
- 運行形態は、道路運送法の規定に基づく自家用自動車（白ナンバー車）による有償運送である。
  - 運行業務を、スサノオ観光に委託している。[1]

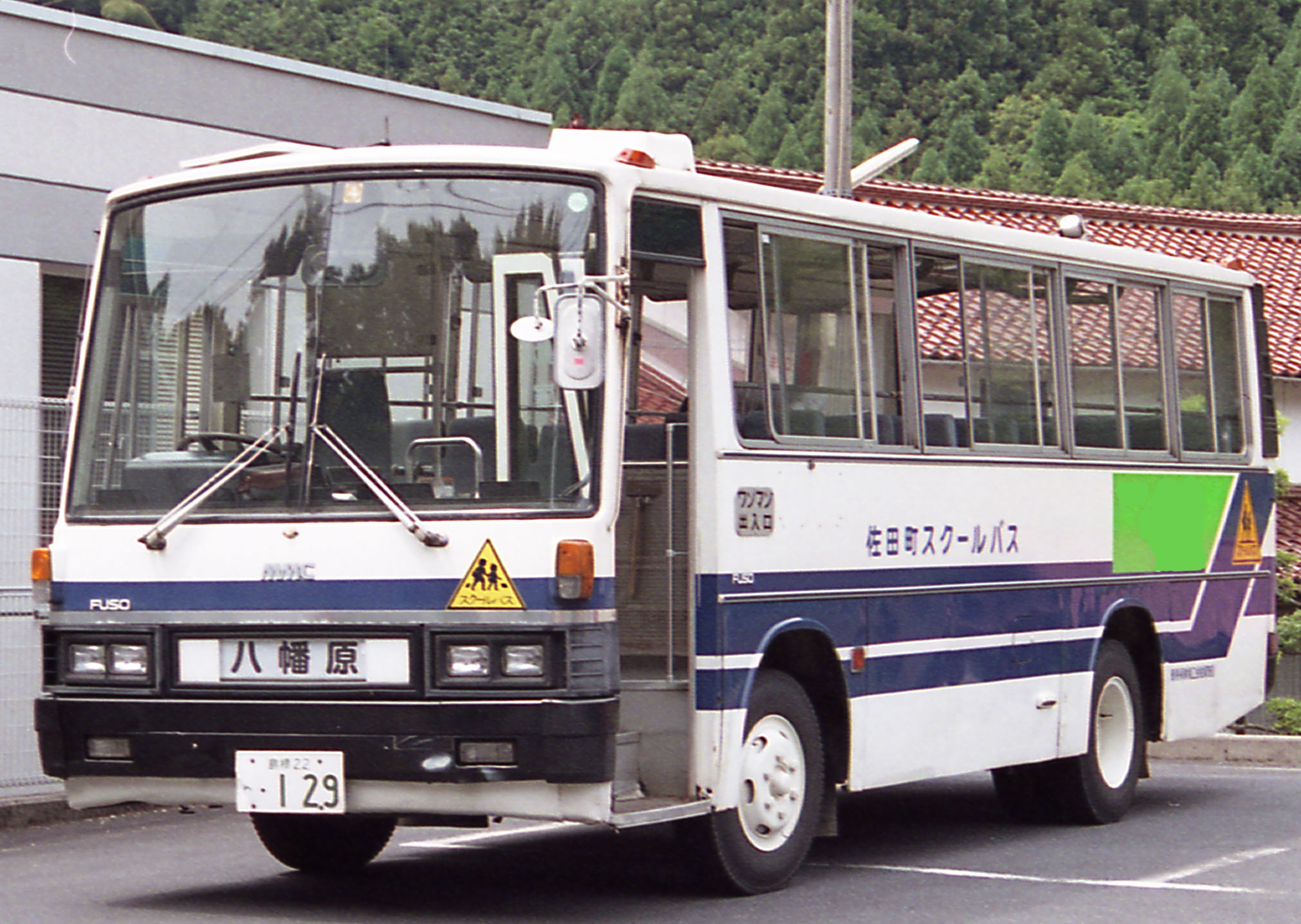
佐田町スクールバス当時の車両（2001年）
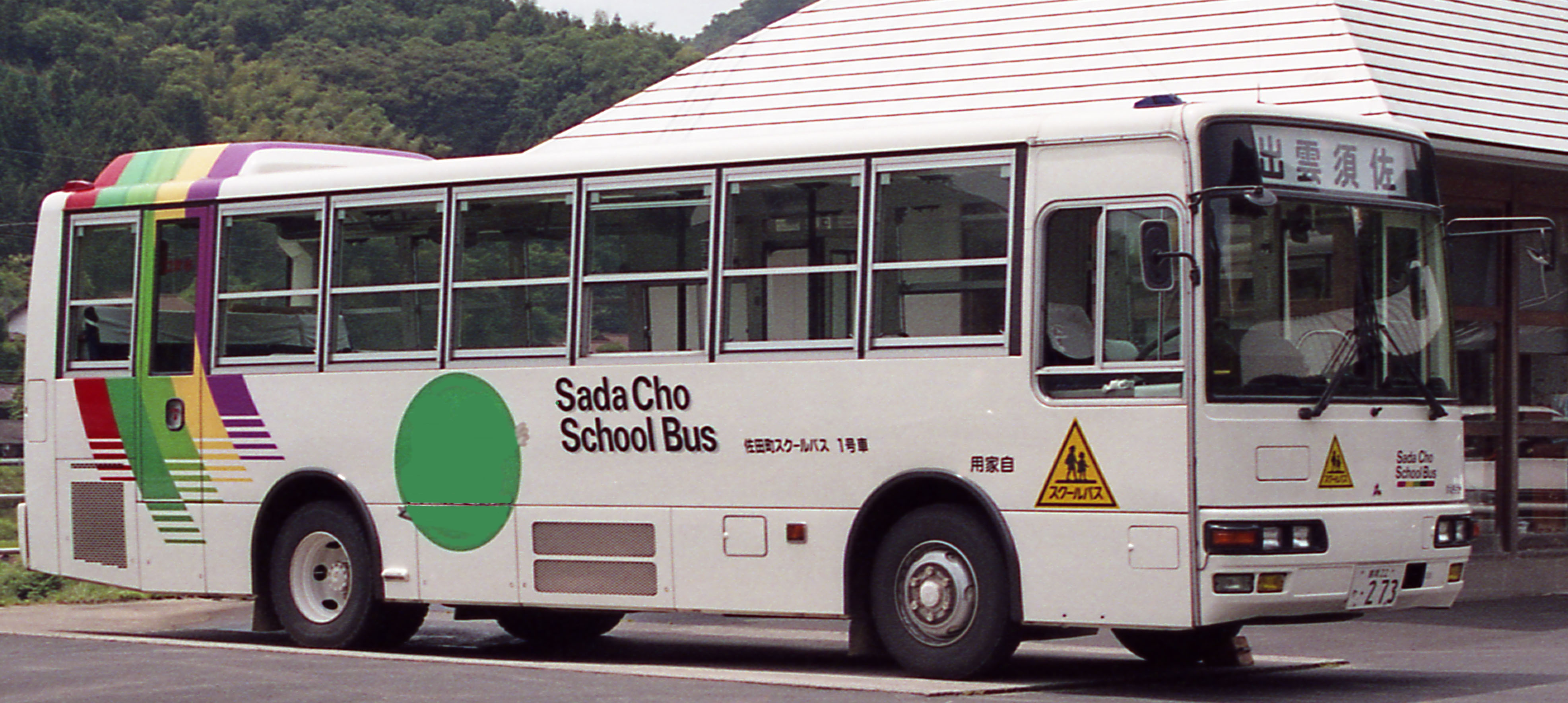
佐田町スクールバス当時の車両（2001年）
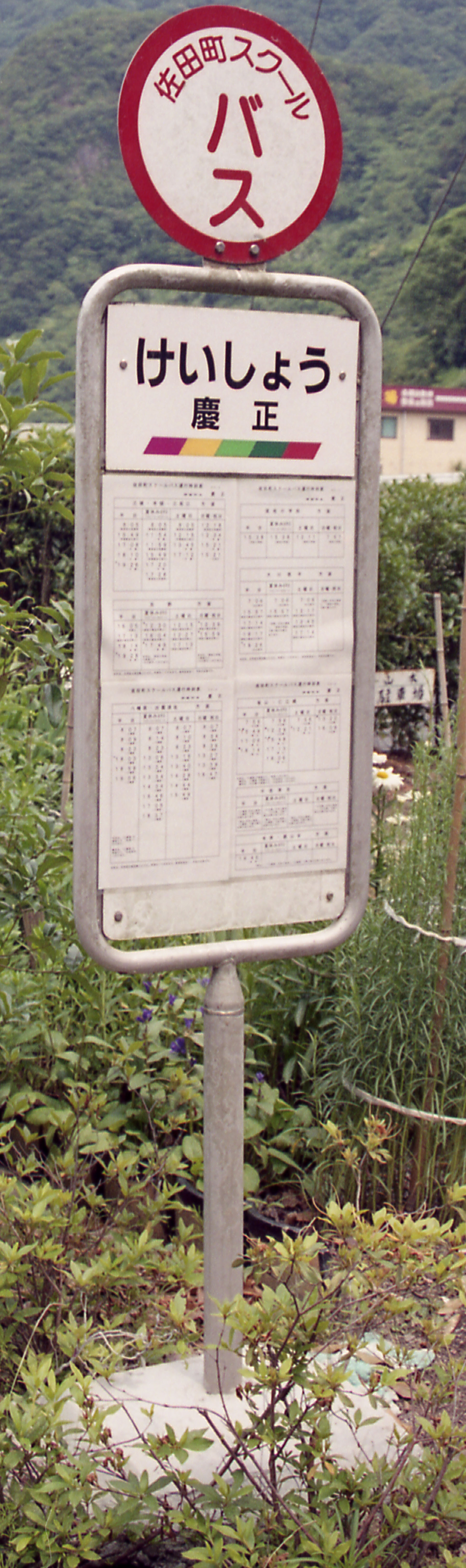
佐田町スクールバス当時のバス停（2001年）

## 路線
- 三槙、寺領三叉路方面
- 三坂口方面
- 白滝方面
- 大川西平方面
- 吉野上方面
- 毛津三叉路、銀山谷方面
- 板山方面
- 中佐津目方面